# Positive Thursdays in DUB
Positive Thursdays in DUB – polska grupa wykonująca muzykę łączącą dub, reggae i jazz. Założona w 2011 roku we Wrocławiu przez Rafała Konerta – autora audycji radiowej Positive Thursdays. Początkowo jako projekt występował w dwuosobowym składzie jako live act (DJ + trębacz), ale na przestrzeni lat skład poszerzał się o kolejnych muzyków. 
Zespół ma na koncie koncerty w Polsce i za granicą. Positive Thursdays in DUB supportowali występy m.in. legendarnej brytyjskiej grupy reggae Steel Pulse, wokalisty grupy Black Uhuru – Michaela Rose’a oraz jamajskiej wokalistki Etany, francuskiego zespołu DUB Incorporation, holenderskiego producenta reggae/dub Twilight Circus, a także polskiego producenta muzyki bass Hatti Vatti. Wystąpili także na festiwalach, m.in. Independent Dub Day w 2017 roku, LAS Festival w 2020 i 2022 roku czy Reggae na Piaskach w Ostrowie Wielkopolskim w 2023 roku. Koncertowali również poza granicami kraju, pojawiając się m.in. w Szkocji w ramach Wee Dub Festival 2014 w Edynburgu, w Bułgarii na Student Camp Summer Fest 2013 w Albenie, czy w Czechach na Right News Music Garden 2023.
22 listopada 2013 roku jako pierwsza grupa muzyczna Positive Thursdays in DUB zagrali dubową sesję w Radio RAM we Wrocławiu, dając tym samym początek cyklowi koncertów RAM Session. Zespół ponownie gościł w Radiu RAM w 2017 roku, występując na 35. odsłonie RAM Session tym razem w pełnym siedmioosobowym składzie.
W 2014 roku nawiązali współpracę z brytyjskim wokalistą Ghetto Priestem (Asian Dub Foundation/On U Sound). W 2016 roku Ghetto Priest przyleciał do Wrocławia, by pracować w studio razem z zespołem. Efektem tej wizyty jest film dokumentalny „Rockin’ In Babylon”. Ghetto Priest i Positive Thursdays in DUB wystąpili wspólnie w 2014 roku na festiwalu Reggae nad Wartą w Gorzowie Wielkopolskim i w 2015 roku na festiwalu Reggae nad Wisłokiem w Rzeszowie. Współpraca zaowocowała nagraniem utworów wraz z teledyskami: „ Murder Hate” i „Citizen Zombie”.
4 kwietnia 2020 roku nakładem holenderskiego labelu Rockers Artists Agency ukazała się płyta „Landing On Planet DUB”. Recenzenci określili album jako „niezwykle przyjemną kosmiczną przygodę”. Wskazano także, iż tym albumem „wrocławska grupa w wyjątkowy i świadomy sposób prezentuje szerokie spektrum muzyki reggae i dub”.
25 lutego 2021 roku ukazało się wydawnictwo „Remixed On Planet DUB”, na którym muzykę Positive Thursdays in DUB zremiksowali artyści tacy jak: Vibronics, Chazbo (Bush Chemists), Suns Of Dub, Violinbwoy czy Jabbadub. Album zyskał przychylne recenzje wśród europejskich krytyków, którzy ocenili go m.in. jako „dobrze wykonany projekt, który oferuje słuchaczom różne odmiany muzyki dub, dubstep, drum’n’bass i bass”, jednocześnie opisując utwory jako „bardziej inspirowane elektroniką, posiekane i ponownie złożone w delikatny ambientowy, wciągający i hipnotyczny flow”.
W 2022 roku zespół zarejestrował materiał z amerykańskim producentem Bukkha zatytytułowany „...In Roots Vol. 2”, który czeka na swoją oficjalną premierę.

## Muzyka
Positive Thursdays in DUB wykonuje muzykę z pogranicza reggae i dub, zahaczającą także o jazz i ambient. Przepełnione improwizacjami występy sprawiają, że żaden koncert nie jest taki sam. Założeniem grupy jest przeniesienie idei sound systemowego żonglowania tempami na organiczne brzmienie zespołu. Imponującą, monumentalną energię zespołu wyostrzają ciągłe występy i współpraca z legendami undergroundu, takimi jak związany z On-U Sound Ghetto Priest, frontman Asian Dub Foundation.

## Muzycy

### Obecny skład zespołu
- Rafał Konert – perkusjonalia, theremin, sample (od 2011 roku)
- Maciej Wolański – bas (od 2015 roku)
- Michał Lange – perkusja (od 2020 roku)
- Marcin Włodarczyk – klawisze (od 2021 roku)
- Adam Kurek – puzon (od 2021 roku)
- Łukasz Rogacki – trąbka (od 2023 roku)
- Tomasz Śliwiński – realizator dźwięku (od 2021 roku)

### Byli członkowie zespołu
- Sebastian Pachecki – trąbka (2011-2022)
- Jan Michalec – trąbka (2012-2013)
- Tomasz Kasiukiewicz – puzon (2012-2018)
- Robert Kamalski – saksofon (2014-2020)
- Marcin Świdziński – klawisze (2015-2020)
- Marcin Sucharski – klawisze (2020-2021)
- Piotr Knapik – perkusja (2015-2017)
- Martin Sanchez – perkusja (2017-2020)
- Piotr Pac-Pomarnacki – realizator dźwięku (2015-2021)

## Dyskografia
| Rok  | Tytuł                                                                           |
| ---- | ------------------------------------------------------------------------------- |
| 2020 | Landing On Planet DUB - Data: 4 kwietnia 2020 - Wydawca: Rockers Artists Agency |
| 2021 | Remixed On Planet DUB - Data: 25 lutego 2021 - Wydawca: Rockers Artists Agency  |